# Grevenbroekmolen
De Grevenbroekmolen (ook Het Mulke of  't Mulke genaamd) is een onderslagmolen op de Warmbeek, aan de Molendijk.
De oudste molen van deze naam werd reeds genoemd in 1316 en behoorde later toe aan de heren van Grevenbroek. Het was een banmolen. Hij lag bij Genenbroek, nabij het dorp Achel. In 1474 was er sprake van de Numolen (Nieuwe Molen) in de buurt van het Kasteel Grevenbroek. In 1611 was er sprake van een watermolen die enkele honderden meter ten westen van de huidige locatie lag, in de buurt van het huidige pad De Bauwelkes, op de zogeheten Oude Beek, de oude bedding van de Warmbeek.
In 1623 kreeg molenbouwer Lambrecht Janss van de prins-bisschop van Luik de toestemming om een nieuwe beek te graven en daarop een olieslagmolen in te richten. Deze molen werkte niet goed door te weinig debiet. In 1656 verzocht Lambrecht zelfs om de pacht op te zeggen.
In 1770 werd de huidige watermolen gebouwd op dezelfde plaats als die van Lambrecht Janss. Hiervoor werden onderdelen van de molen op de Oude Beek gebruikt. Een nieuwe molenweijer werd aangelegd en in 1774 werd tegenover Het Mulke nog een olieslagmolen geplaatst die voordien nabij de Achelse Kluis had gestaan. Zo was er een dubbele molen.
Op de nu nog bestaande molen werd graan en boekweit gemalen. In 1920 stopte het bedrijf en werd het rad verplaatst naar de Galdermansmolen, waar zich het nog steeds bevindt.
Het gebouw is tegenwoordig nog aanwezig.

- Inventaris van het Bouwkundig Erfgoed (Vlaanderen): 80092